# Platygaster oeclus
Platygaster oeclus är en stekelart som beskrevs av Walker 1836. Platygaster oeclus ingår i släktet Platygaster och familjen gallmyggesteklar. Inga underarter finns listade i Catalogue of Life.